# ロシア取引システム
ロシア取引システム（ロシア語 : Российская Торговая Система, 英語 : The Russian Trading System; RTS）は、かつてモスクワに存在した証券取引所。モスクワ証券取引所の前身の一つである。
1995年にロシア国内の各取引所を統合し設立された。
取引はロシアルーブル建ておよび米ドル建てが可能で、同取引所には主に外国人投資家が参加していた。立会時間は10:30 - 17:45（日本時間16:30 - 23:45、ただし夏時間では15:30 - 22:45）であった。
ロシアの代表的な株価指数であるRTS指数は、2011年までロシア取引システムが算出していた。
2011年にロシア国内の投資家が参加していたモスクワ市内のモスクワ銀行間通貨取引所（MICEX）と合併し、現在のモスクワ証券取引所となった。